# Lilla Frösunda

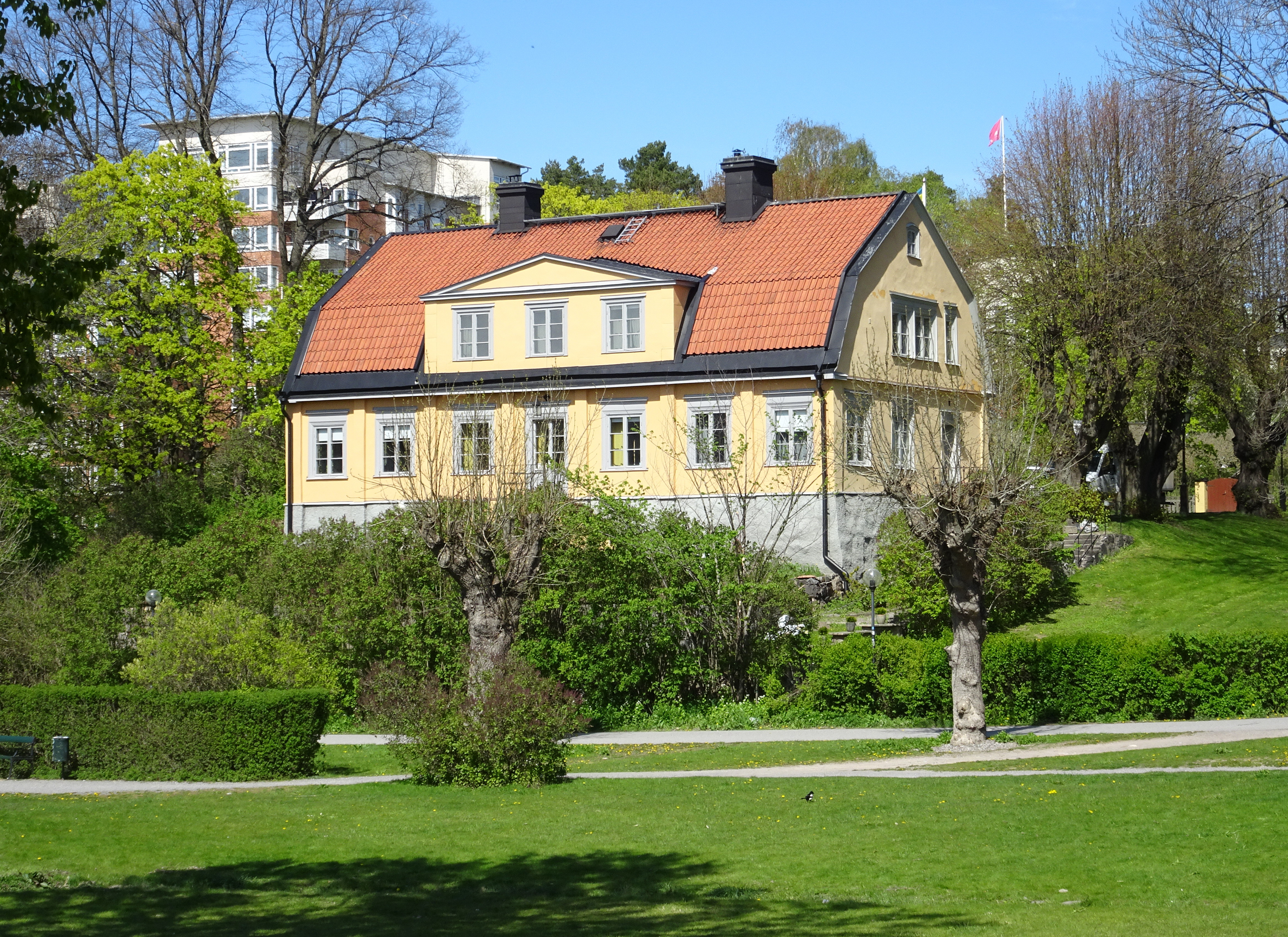
Huvudbyggnadens fasad mot söder, maj 2020.

Lilla Frösunda är en herrgård vid Gustav III:s Boulevard 1 i stadsdelen Frösunda, Solna kommun. 1700-talsgården ägdes av bland andra trädgårdsmannen Anders Lundström och svenska staten som nyttjade huvudbyggnaden som officersmäss fram slutet av 1980-talet. Lilla Frösunda herrgård med omgivande park är av kommunen klassad som en kulturhistoriskt värdefull miljö.

## Historik

### Forntid och medeltid
Under medeltiden var Frösunda by med sina fem gårdar den största i Solna socken. Den medeltida byn låg ursprungligen där Stora Frösunda nu ligger. Två av byns gårdar kallades Nedre eller Lilla Frösunda och tre Övre eller Stora Frösunda. Norr om byn sträckte sig under förhistorisk tid ett vattendrag som förband dagens Brunnsviken med Råstasjön. Ett numera försvunnet gravfält och en flyttad runsten (se Upplands runinskrifter 121) vittnar om att trakten var bebodd redan under järnåldern. I början av 1600-talet flyttades två av byns byggnader lite längre norrut till nuvarande läget för Lilla Frösunda.

### Tiden efter 1600-talet
På 1640-talet köpte riksrådet Mattias Soop de båda gårdarna och lät bebygga dem ståndsmässig. Omkring 1700-talets mitt var ägaren en medlem i grosshandlarfamiljen Tottie. År 1772 omnämns bergsrådet Johan Georg Wallencreutz som ägare. Det var troligen han som lät bygga nuvarande herrgårdsanläggning. Wallencreutz efterträddes av köpmannen och kommerserådet Joachim Brandenburg. Han gav stället prägeln av en "charmfull gustaviansk herrgård" och var dess ägare fram till sin död 1794.
Bebyggelsen uppfördes på en mindre kulle med corps de logi i söder och två fristående flyglar i norr. Husen byggdes timrade med huvudbyggnadens fasader reveterade och flyglarnas panelade. Mot söder fanns en brant slänt och på båda sidor om infarten anordnades en ”lustträdgård”. Nedanför slänten mot söder låg en köksträdgård och en ”melonträdgård” med orangeri. En ladugårdsfyrkant fanns lite längre åt sydost och ett tobaksland med lada väster om huvudbebyggelsen. Till gården hörde även en liten smedja som numera finns vid Solnas hembygdsgård, Charlottenburg. 
Under Lilla Frösunda lydde torpen Annelund och Snåltäppan belägna vid Brunnsviken. Snåltäppan döptes på 1760-talet om till Frösundavik och Annelund friköptes 1806 av Brandenburgs änka, Sara Kristina Pauli. Båda byggnader finns bevarade. Frösundavik är q-märkt i 2004 års detaljplan och Annelund är ett av Solnas byggnadsminnen.

### Bilder

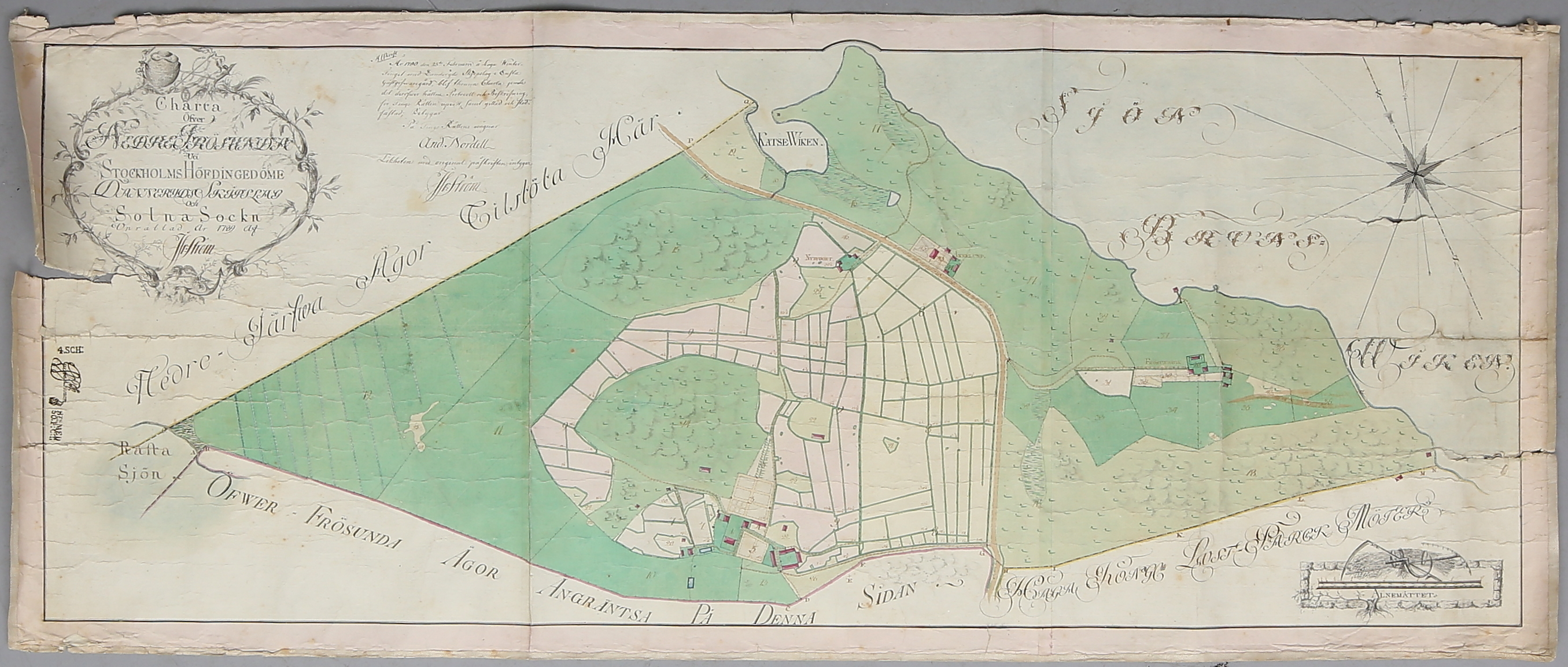
Nedre Frösunda eller Lilla Frösunda på en karta från 1789.
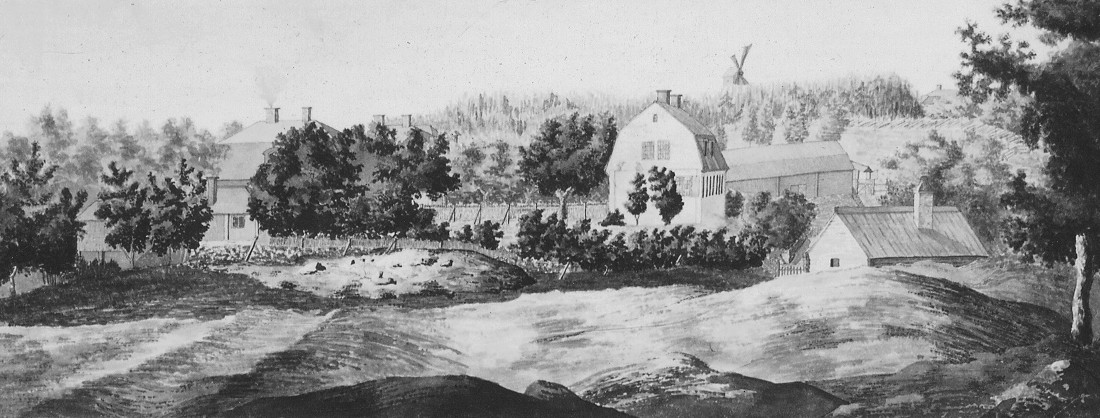
Lilla Frösunda från väster, akvarell av Carl Johan Ljunggren, 1815.
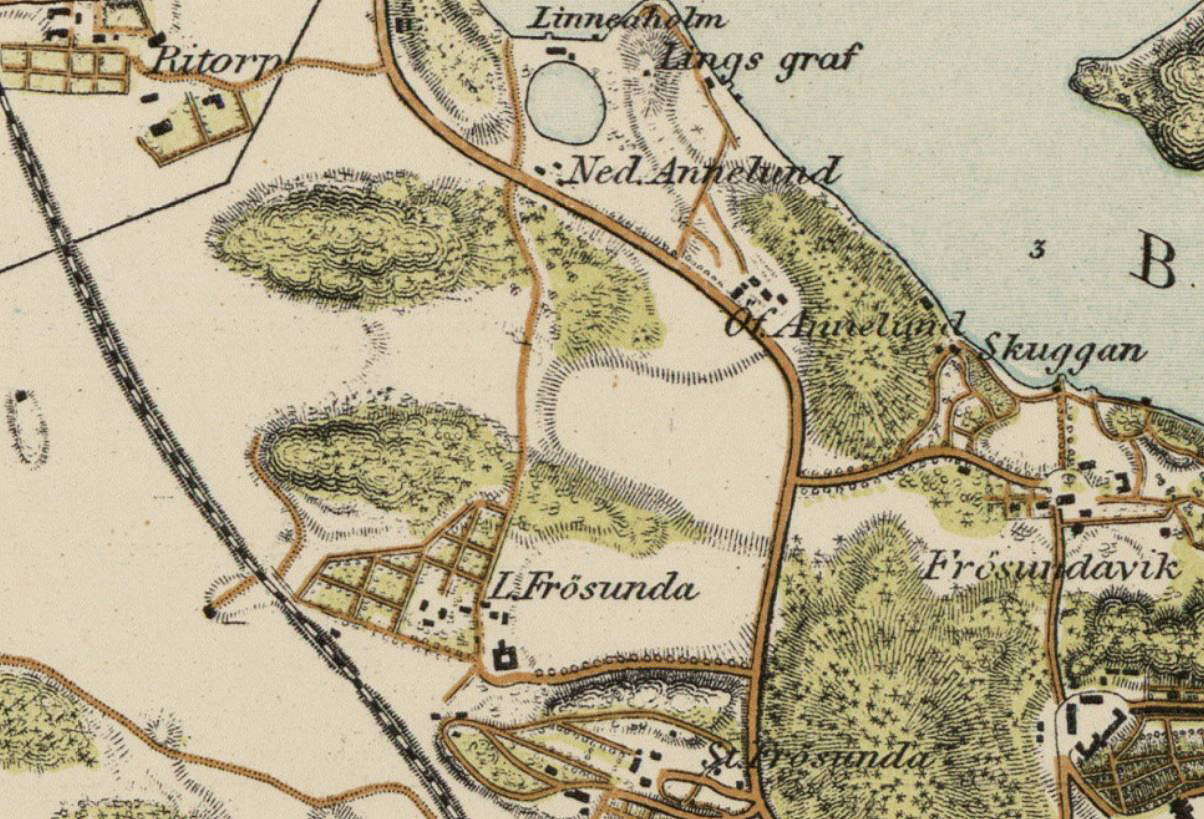
Lilla Frösunda, Stora Frösunda, Frösundavik och Annelund, 1861.

### Gården på 1800- och 1900-talen
Efter några ägarskiften förvärvades Lilla Frösunda 1834 av trädgårdsmannen Anders Lundström som här drev en handelsträdgård. Egendomen stannade i Lundströms familj fram till 1905 då Karl Fredrik Lundström sålde Lilla Frösunda till staten för att ingå i det militära övningsområdet Järvafältet. Hit förlades först Fälttelegrafkårens flyg- och ballongkompanier och senare försvarets Tygförvaltningsskola. 
Här testade ballongkompaniet dåtidens mest avancerade metoder för spaning – ballonger. Militären hade även ett duvslag dit brevduvor hittade tillbaka med viktig information. Huvudbyggnaden nyttjades som officersmäss och flyglarna innehöll expeditionslokaler. Kring Lilla Frösunda växte sedan upp ett stort antal kaserner och andra militäranläggningar. Signalregementet flyttade in 1942 i de nybyggda kasernerna och förblev kvar till 1957. Den gamla gården fick stå kvar och vårdades väl av militären. I början av 1940-talet lät man genomföra en pietetsfull inre och yttre restaurering.

Historiska bilder
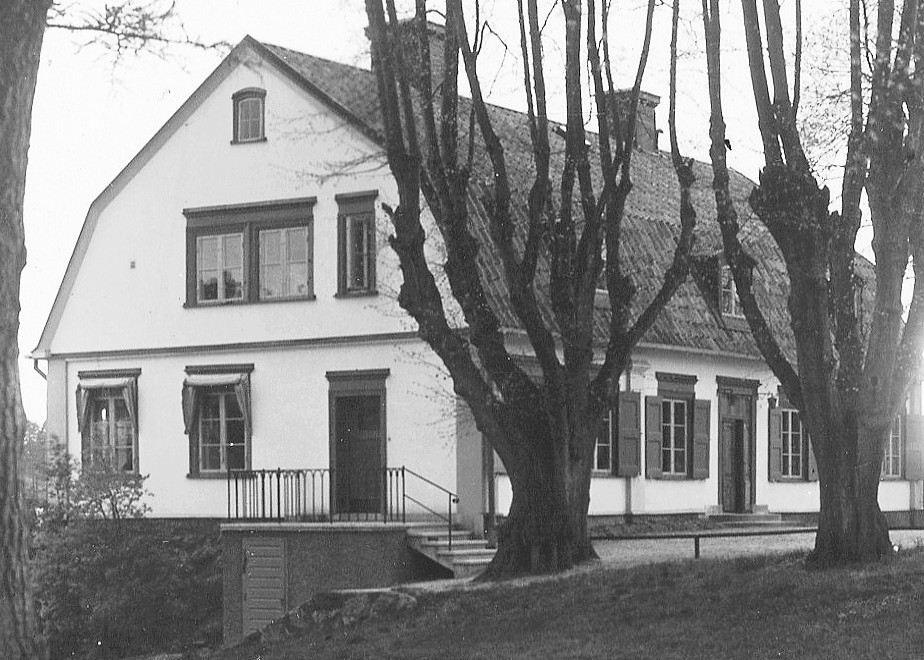
Huvudbyggnaden 1943.
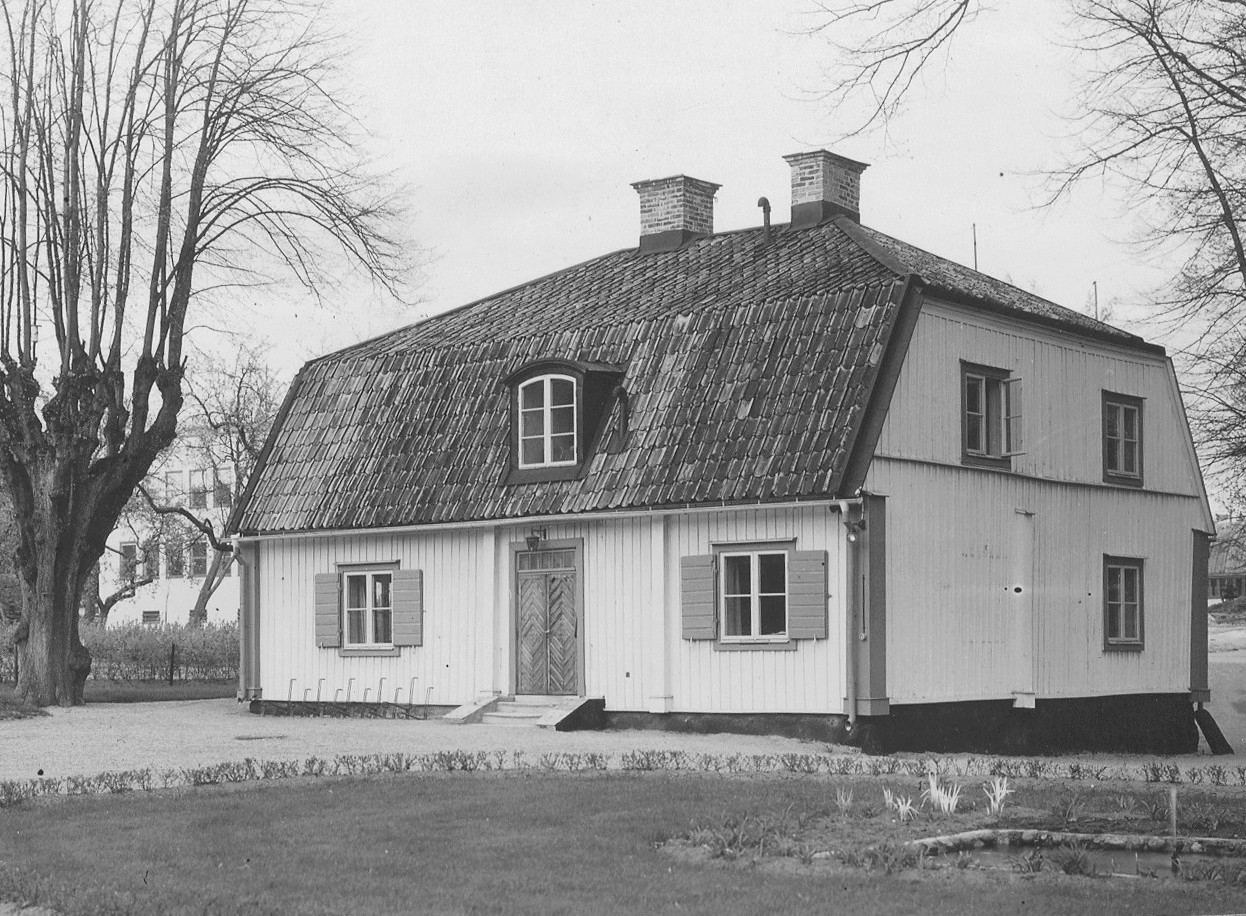
Västra flygeln, 1943.
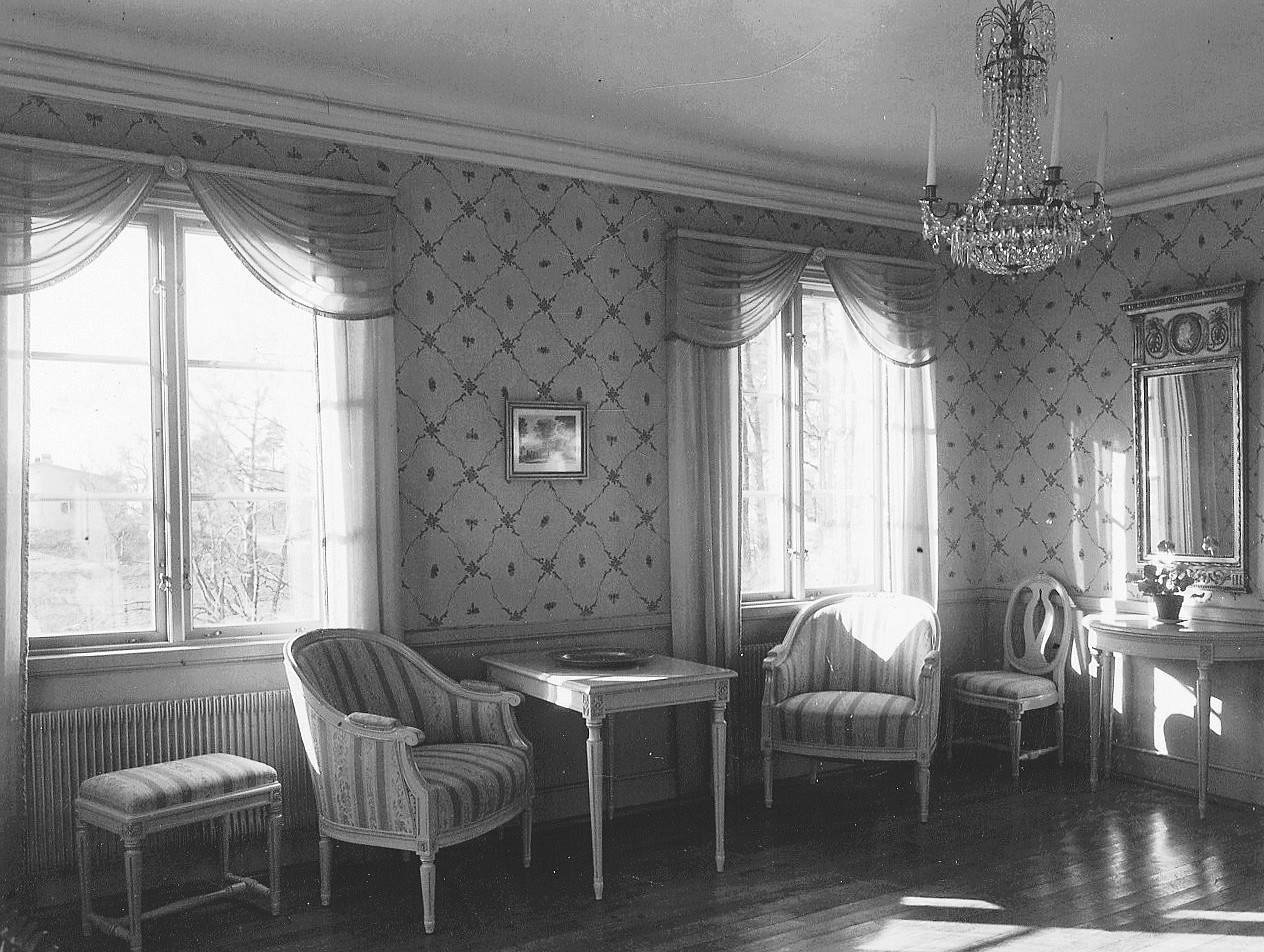
Interiör, 1943
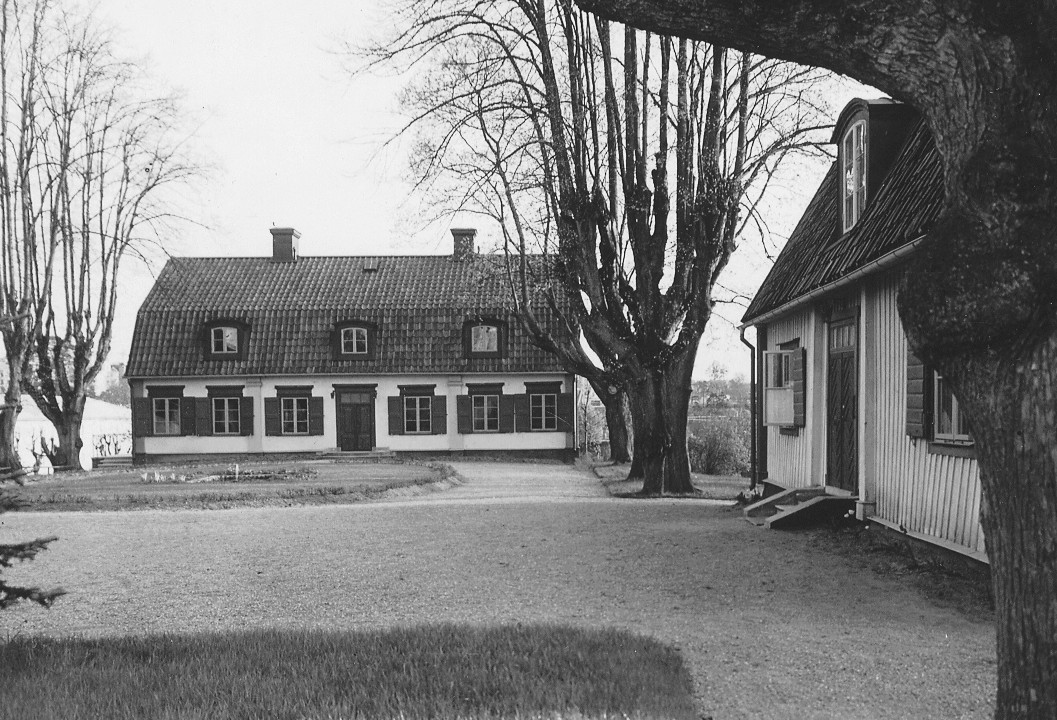
Huvudbyggnaden med västra flygeln till höger, 1943.

### Gården idag
I slutet av 1980-talet lämnade militären området och Lilla Frösundas byggnader hyrs sedan dess av företag och privatpersoner som kontor och bostäder. Idag påminner Anders Lundströms gata, Ballonggatan, Telegrafgatan, Brevduvegatan och Signalistgatan om tidigare ägare och verksamhet. I Lundströms trädgårdar lät kommunen anlägga ”Lilla Frösunda park” och en del av parken norr om gården bär namnet ”Anders Lundströms fruktträdgård” där en del av Lundströms historiska fruktträdgård är restaurerade.

Nutida bilder
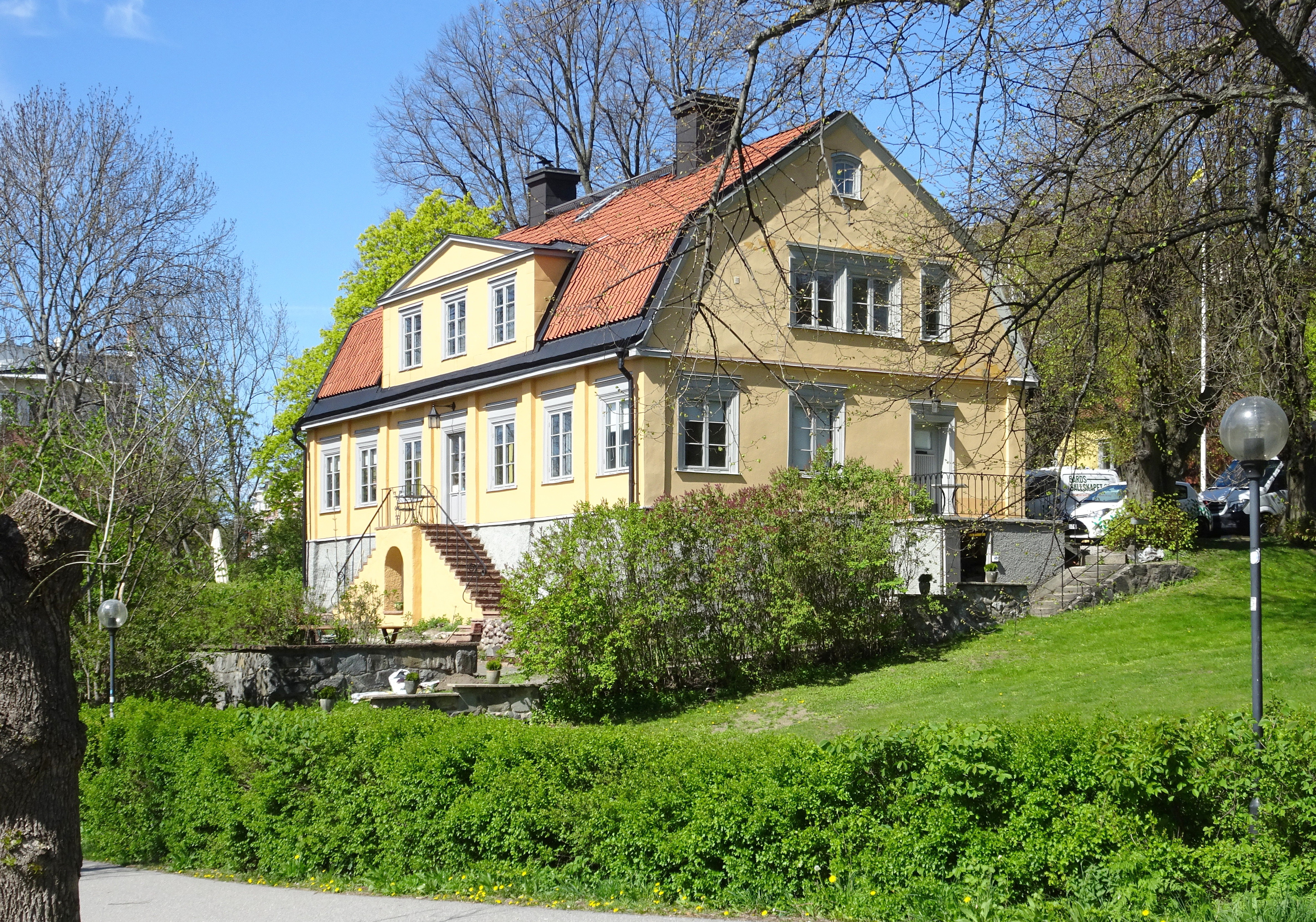
Huvudbyggnaden.
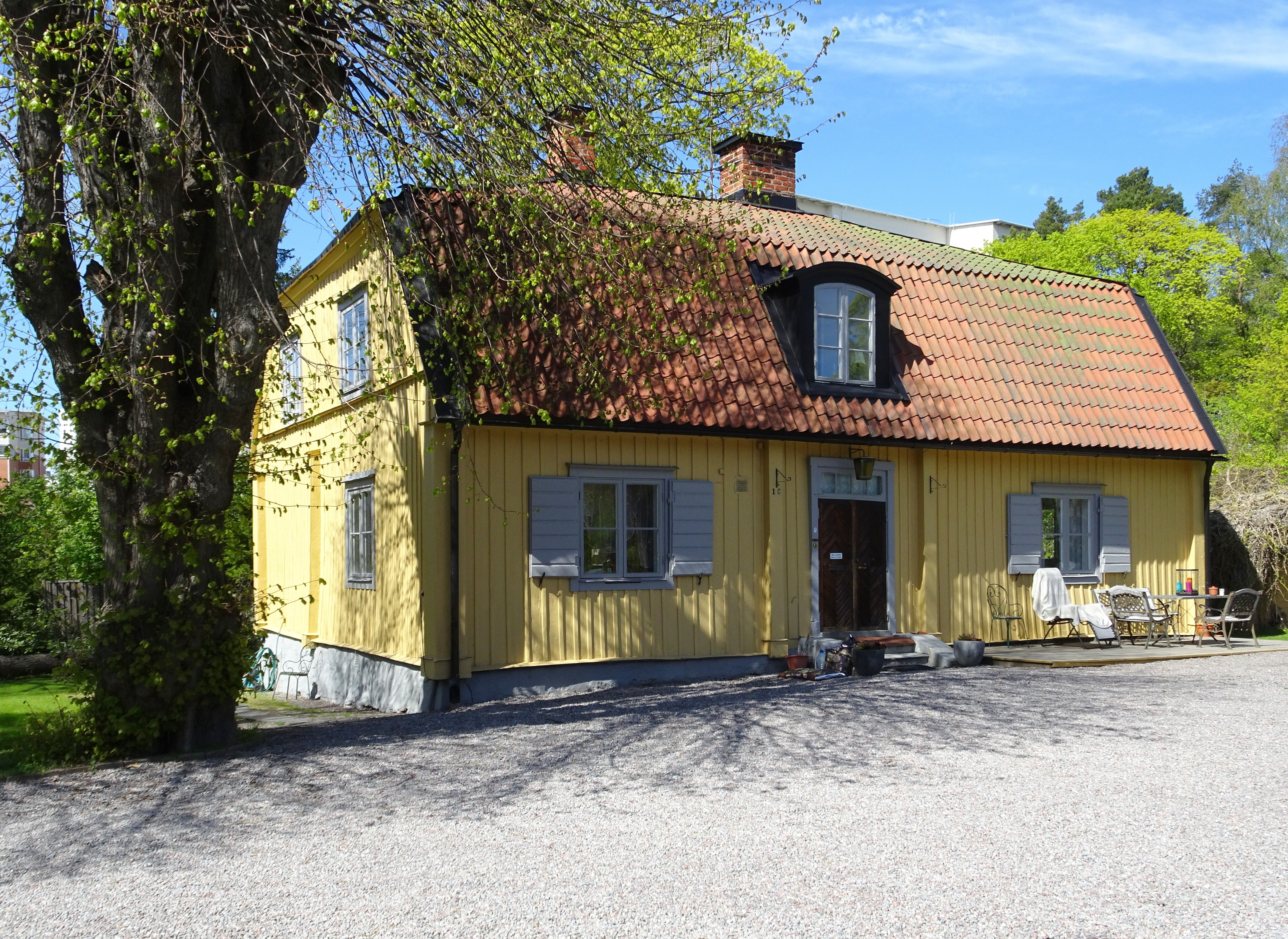
Västra flygeln.
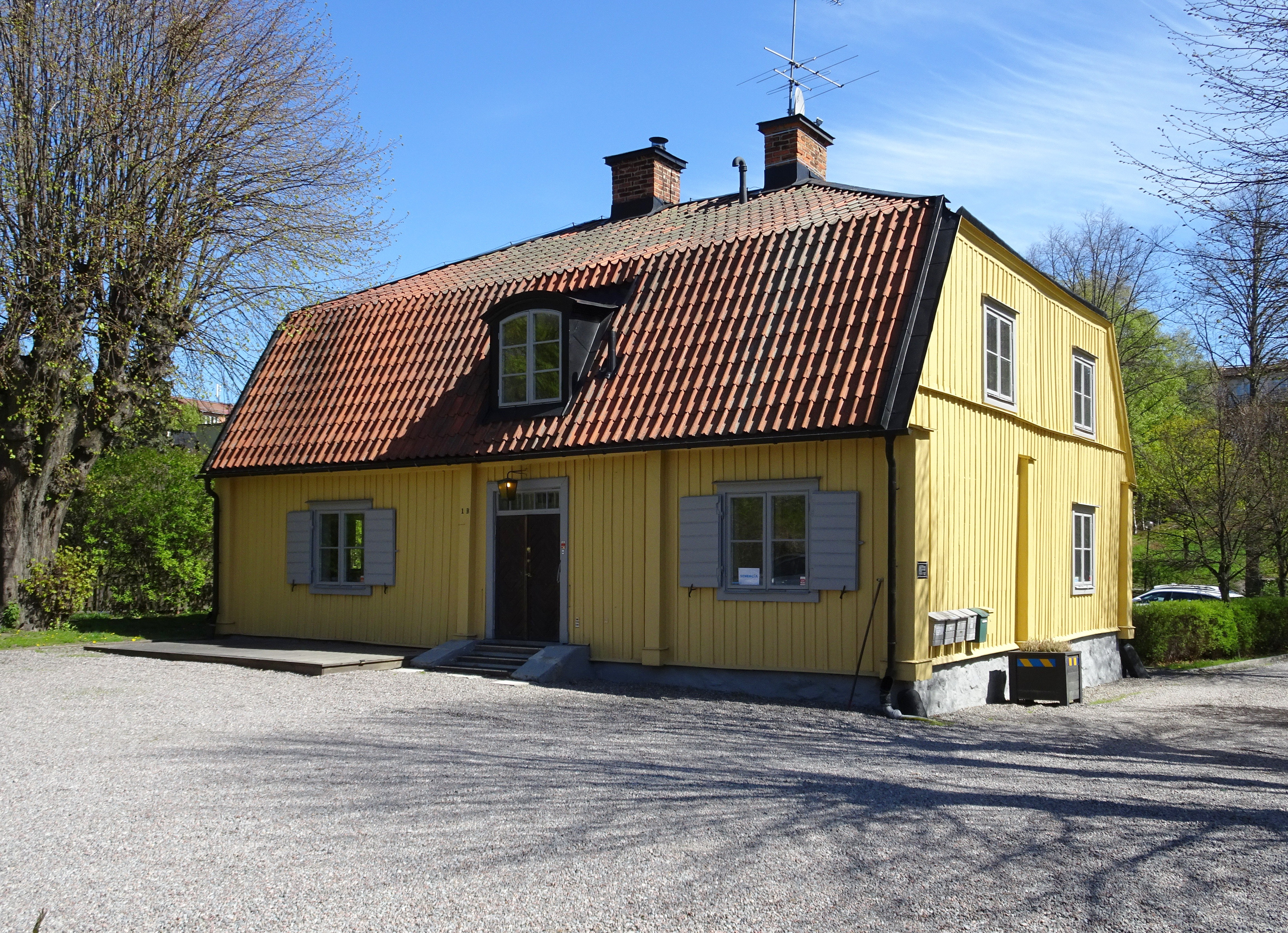
Östra flygeln.
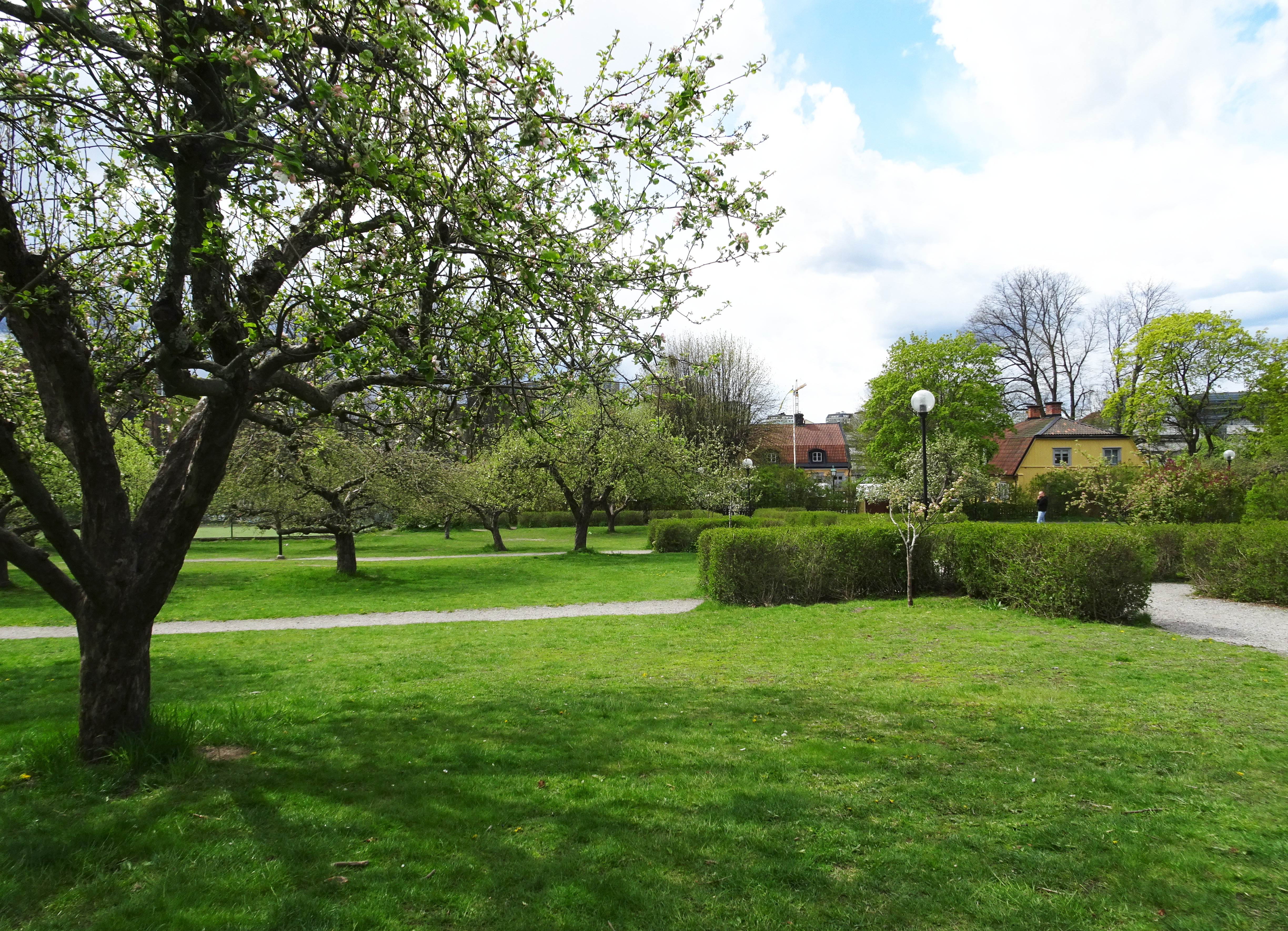
Anders Lundströms fruktträdgård.